# Ребковец, Валерий Васильевич
Валерий Васильевич Ребковец (бел. Валерый Васільевіч Рабкавец; род. 1964, Чухово, Пинский район, Брестская область, Белорусская ССР, СССР) — белорусский государственный деятель, с 19 июня 2021 года председатель Пинского горисполкома.

## Биография
Валерий Ребковец родился в 1964 году в деревне Чухово Пинского района Белорусской ССР.
Окончил Белорусскую сельскохозяйственную академию в 1989 году, а в 2009 году Академию управления при Президенте Республики Беларусь. Работал заместителем начальника планово-финансового отдела колхоза «Прогресс», главным экономистом колхоза «Беларусь», директором ОАО «Пинскрайагросервис», с 2006 по 2018 возглавлял Пинский райисполком.
Решением Пинского районного Совета депутатов Валерию Ребковцу присвоено звание «Почётный гражданин Пинского района».
18 сентября 2018 года был назначен первым заместителем председателя Брестского облисполкома.
18 июня 2021 года президент Беларуси Александр Лукашенко согласовал назначение Валерия Васильевича Ребковца на должность председателя Пинского городского исполнительного комитета. 19 июня 2021 года кандидатуру Валерия Васильевича утвердили депутаты Пинского городского Совета.

## Награды
- Звание «Почётный гражданин Пинского района», присвоено в 2019 году за значительный личный вклад в социально-экономическое развитие Пинского района.